# Don Cherry
Donald Eugene Cherry, detto Don (Oklahoma City, 18 novembre 1936 – Malaga, 19 ottobre 1995), è stato un trombettista statunitense, molto legato al sassofonista Ornette Coleman.

## Biografia
Nato a Oklahoma City, e cresciuto a Los Angeles, Don Cherry conobbe la notorietà in ambito jazz nel 1958, insieme a Ornette Coleman, prima in un quintetto con il pianista Paul Bley e successivamente in quartetto senza pianoforte registrando principalmente per la Atlantic Records. Cherry appare in vari ruoli con i band-leader degli anni sessanta: è stato co-leader della sessione di Avant-Garde con John Coltrane, ha registrato e suonato in tour con Sonny Rollins, è stato co-leader dei New York Contemporary Five a Manhattan, ha registrato e suonato in tour con Albert Ayler e George Russell.
Visse poi per alcuni anni a Parigi e in Svezia.
Oltre al bebop, Cherry era influenzato dal Middle East jazz, la musica tradizionale africana e indiana. Emblema di queste influenze è il suo album Relativity Suite.
Cherry appare nell'album di Coleman del 1971 dal titolo Science Fiction, e negli anni settanta e ottanta si riunisce con i discepoli di Coleman Dewey Redman, Charlie Haden, e Ed Blackwell nel gruppo Old and New Dreams.
Sul finire degli anni '70, il trio Organic Music Theatre (con Gian Piero Pramaggiore e Naná Vasconcelos), ebbe un'intensa attività live in Italia e Francia.
Il gruppo di "world jazz" Codona, formato da Cherry con il percussionista Naná Vasconcelos e al sitar e Collin Walcott alla tabla, registrò tre album con la ECM.
Ha continuato a cogliere un vasto numero di opportunità, con l'album Escalator Over The Hill di Carla Bley o registrando con Lou Reed, Ian Dury, Rip Rig & Panic e Sun Ra.
Durante gli anni ottanta ha registrato nuovamente con il quartetto originale di Ornette Coleman in In All Languages, e nell'album El Corazon, insieme a Ed Blackwell.
Don Cherry morì a Malaga, in Spagna.
Suoi figli sono Eagle-Eye Cherry, David Ornette Cherry e Neneh Cherry, quest'ultima adottiva, anche loro musicisti.

## Discografia

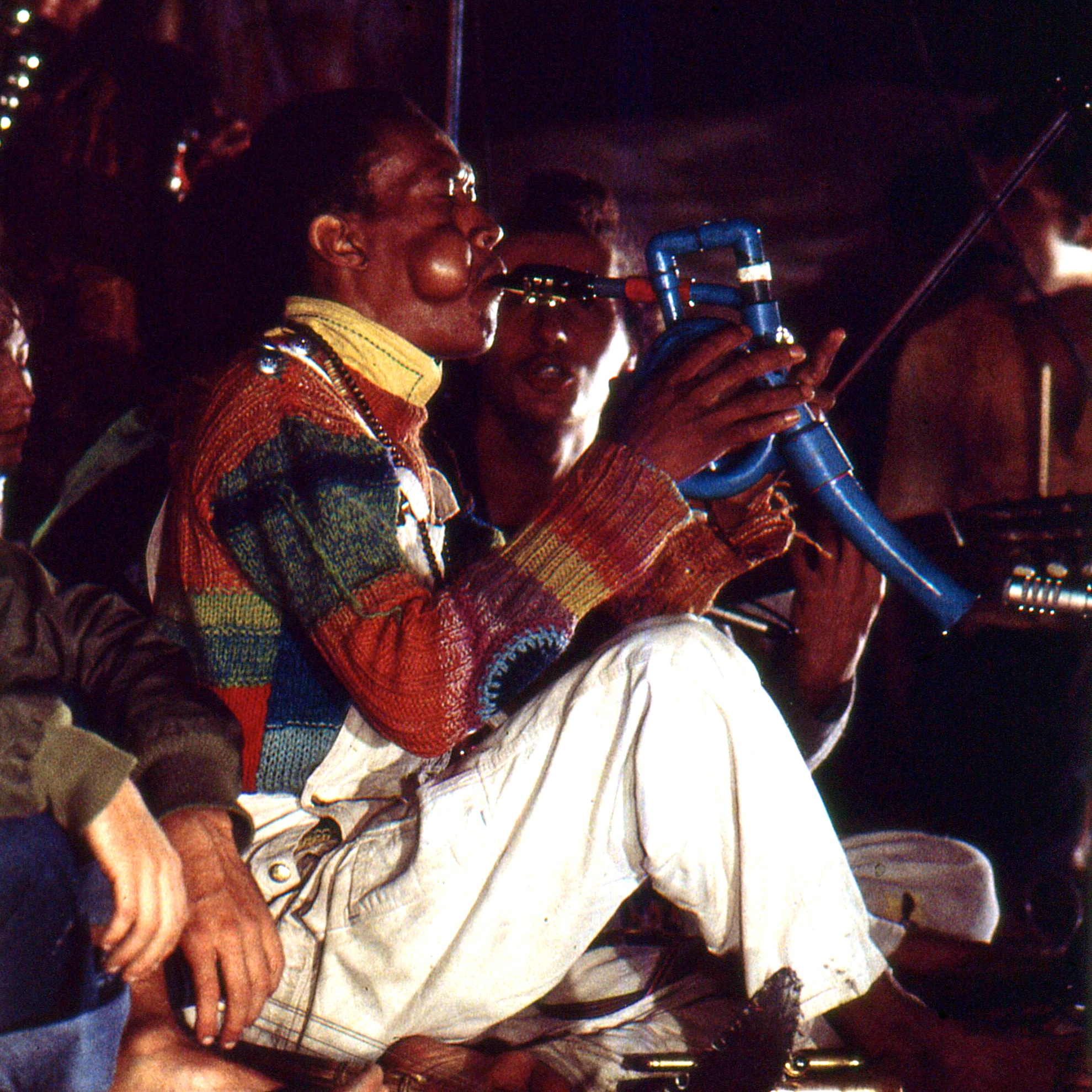
Don Cherry mentre suona una particolarissima cornetta al Parco delle Cascine di Firenze nel settembre 1975

### Come leader
- 1961: The Avant-Garde (Atlantic) con John Coltrane
- 1965: Togetherness (Durium)
- 1965: Complete Communion (Blue Note)
- 1966: Symphony for Improvisers (Blue Note)
- 1966: Where Is Brooklyn? (Blue Note)
- 1966: Live at Cafe Montmartre 1966 (ESP-disk)
- 1968: Eternal Rhythm (MPS)
- 1969: Mu (BYG) con Ed Blackwell
- 1969: Live in Ankara (Sonet)
- 1970: Human Music (Flying Dutchman) con Jon Appleton
- 1971: Orient (BYG)
- 1971: Blue Lake (BYG)
- 1972: Organic Music Society (Caprice)
- 1973: Relativity Suite con The Jazz Composer's Orchestra (JCOA)
- 1973: Eternal Now (Sonet)
- 1975: Brown Rice (Horizon)
- 1976: Hear & Now (Atlantic)
- 1982: El Corazón (ECM) con Ed Blackwell
- 1985: Home Boy (Barclay)
- 1988: Art Deco (A&M)
- 1991: Multikulti (A&M)
- 1993: Dona Nostra (ECM)

### Con Ornette Coleman
- Something Else! The Music of Ornette Coleman (1958)
- The Art of the Improvisers (1959)
- Tomorrow Is the Question! (1959)
- The Shape of Jazz to Come (1959)
- Change of the Century (1960)
- This Is Our Music
- Free Jazz: A Collective Improvisation (1960)
- Twins (1961)